# Музиколошки институт САНУ
Музиколошки институт је један од осам института САНУ у Београду основан је 1948. године као први музиколошки институт у тадашњој држави. Институт спроводи проучавање историје и теорије музике, затим етномузикологије, естетике музике; истраживања су усмерена на српску музику и њене везе са музичким стваралаштвом и културом у суседним и европским земљама. Институт поседује архив, фоноархив, фототеку, богату нототеку и библиотеку. Поред научноистраживачког рада, у Институту је увек постојала и широка просветна и културна активност, посвећена стручњацима, али и најширим круговима слушалаца заинтересованих за српску музичку баштину и њен положај у балканским и европским оквирима.

## Историјат
Композитор Петар Коњовић, тек изабрани члан Српске академије наука (1946), већ је током 1947. године покренуо оснивање Музиколошког института у оквиру Српске академије наука. Човек централноевропског културног простора, прашки ђак и члан Чешке академије наука и уметности још од 1937. године, Коњовић је био и један од веома активних поборника оснивања Одсека за историју музике на београдској Музичкој академији (1948). Са једне стране, био је визионар, и будућност музичке уметности је видео у општем упознавању музичке уметности као историјског и културног феномена. Прагматичан, какав је био, стрепео је од нових власти, њихове политичке и идеолошке острашћености. Требало је сачувати, склонити и обезбедити музичаре који су већ дошли у сукоб са новом државном елитом, какав је био Коста П. Манојловић, и оне који су потенцијално били кандидати за такав положај (Петар Бингулац, Марко Тајчевић). Са друге стране, требало је подстаћи и обезбедити заштиту и очување музичке баштине, како традиционалне – народне и црквене, тако и уметничке. Претпостављамо да је Коњовић још у Прагу, пре рата, спознао колико је музикологија нова и перспективна грана историје уметности и културе. Одмах после рата искористио је прилику да и на балканским просторима подстакне до тада готово неорганизована музиколошка истраживања.
Оснивачи Института били су Српска академија наука и Министарство за науку и културу Србије, односно Комитет за високе школе, универзитете и научне установе Н. Р. Србије и Музичка академија у Београду.
Институтом је тих првих година руководио директор, академик Петар Коњовић, у договору са Саветом чији су чланови били такође академици и угледни музичари, пре свега теоретичари и композитори: Коста Манојловић, Миленко Живковић, Михаило Вукдраговић, Предраг Милошевић, Бранко Драгутиновић. Професионалних музиколога и етномузиколога код нас тада још увек није било. Први стални сарадник је уз Коњовића била Стана Ђурић-Клајн (1949), тада већ афирмисана као музички писац. Она ће понети терет многих организационих послова током првих двадесет пет година рада Института, биће аутор прве историје српске музике и директор од 1962. до 1974. године.

## Директори
- Академик Петар Коњовић, композитор, 1948-1954.
- Академик Стеван Христић, композитор, 1955-1958.
- Академик Станојло Рајичић, композитор, 1958-1962.
- Проф. Стана Ђурић-Клајн, музиколог, 1962-1974.
- Др Драгутин Гостушки, музиколог и композитор, 1974-1979.
- Академик Димитрије Стефановић, музиколог, 1979-2001.
- Др Даница Петровић, музиколог, 2001-2013.[1]
- Др Мелита Милин, музиколог, 2013- 2017.
- Др Катарина Томашевић, музиколог, 2017-